# Долгождановский
Долгожда́новский — хутор в Крымском районе Краснодарского края.
Входит в состав Молдаванского сельского поселения.

## Население
| 1999 | 2002 | 2010 |
| ---- | ---- | ---- |
| 12   | ↘8   | ↘7   |

## Улицы
На хуторе имеется одна улица — Придорожная.